# 羅希奭
羅希奭，唐朝官員。本為杭州人，家近洛陽，鴻臚少卿張博濟的堂外甥，在御史臺擔任吏員時，執法深刻。
天寶初年，右相李林甫引薦後與吉溫共同主持獄政，又與羅希奭姻婭，自御史臺主簿再遷殿中侍御史。自韋堅、皇甫惟明、李適之、柳勣、裴敦復、李邕、鄔元昌、楊慎矜、趙奉璋下獄事，皆與吉溫鍛煉，故時稱「羅鉗吉網」，惡其深刻也。
天寶八載，除刑部員外，轉郎中。
天寶十一載，李林甫卒，出為中部、始安二太守，仍充當管經略使。

## 延伸阅读
[在维基数据编辑]
 《舊唐書·卷186下》，出自刘昫《舊唐書》
 《新唐書·卷209》，出自《新唐書》